# سرکاج
سرکاج، روستایی است از توابع بخش مرکزی شهرستان نور در استان مازندران ایران.سرکاج با بیش از 60هکتار زمین کشاورزی به خانواده‌های ایزدی با 30هکتار زمین، خانواده‌های رنجبر 20 هکتار و خانواده‌های بابا پور 10هکتار تعلق دارد که به کشاورزی مشغول و امرار معاش می کنند همه این خانواده ها اهم از ایزدی،رنجبر و باباپور آز طائفه کپج هستند.

## جمعیت
این روستا در دهستان ناتل‌کنار علیا قرار دارد و براساس سرشماری مرکز آمار ایران در سال ۱۳۸۵، جمعیت آن ۵۸۳ نفر (۱۲۵خانوار) بوده‌است.

## مناطق دیدنی روستای سرکاج
آب‌بندان دیدنی روستا
جنگل میان بند
جنگل افراسن روستای سرکاج
سد الیمالات ( که با پیمودن مسیر جنگلی روستا به آن می رسید )
چشمه‌های آب سرد در دل جنگل روستا